# Волкова Людмила Михайлівна
Людмила Михайлівна Во́лкова (нар. 2 грудня 1927, Харламово) — українська радянська художниця тканин.

## Біографія
Народилася 2 грудня 1927 року в селі Харламовому (нині Костромська область, Росія). Член КПРС з 1953 року. 1954 року закінчила Ленінградське вище художньо-промислове училище імені Віри Мухіної.
Протягом 1954—1959 років працювала художником на Київському шовковому комбінаті. З 1960 року — на Київській хустковій фабриці.

## Творчість
- На Київському шовковому комбінаті створила малюнки для вибивних платтяних тканин: «Листя», «Народна» (обидва — 1955), «Водяні лілії» (1956), «Розетки» (1958), «Плетінка» (1959);
- На Київській хустковій фабриці створила «Розкидані квіти» (1961), «Мальва» (1962), «Марічка» (1963), «Олеся» (1964), «Каштани» (1966), «Українські мотиви» (1970), «Журавлик» (1971).